# Anthony Bonner
Anthony Bonner (St. Louis, 8 giugno 1968) è un ex cestista e allenatore di pallacanestro statunitense, professionista nella NBA e in Europa.

## Carriera
Dopo essere stato scelto nel draft NBA 1990 con il numero 23 dai Sacramento Kings, ha giocato per sei stagioni nella NBA, con una media in carriera di 6,9 punti a partita. Ha poi disputato 12 gare nella stagione 1995-96 con la Virtus Bologna, e ha militato in altre squadre europee, tra cui PAOK Salonicco e Galatasaray.
È il miglior realizzatore della storia del suo college, Saint Louis University, con 1.972 punti.
Ha alle spalle una drammatica vicenda familiare: il fratello maggiore Irving venne accidentalmente ucciso davanti a casa, colpito da una pallottola sparata da alcune bande rivali che si stavano inseguendo per la via; ovviamente traumatizzato, il dodicenne Anthony  decise che sarebbe emerso nel basket, già da allora sua grande passione, soprattutto per onorare la memoria del fratello. 
Approdato all'NBA, appese nel proprio armadietto un foglio, mai staccato, che reca questa massima: "La vita è piena di piccole e grandi cose. E molto spesso sono le piccole che fanno la differenza".

## Statistiche

### College
| Anno      | Squadra             | PG  | PT | MP   | TC%  | 3P%  | TL%  | RP   | AP  | PRP | SP  | PP   |
| --------- | ------------------- | --- | -- | ---- | ---- | ---- | ---- | ---- | --- | --- | --- | ---- |
| 1986-1987 | St. Louis Billikens | 35  | 34 | 30,5 | 59,2 | -    | 66,1 | 9,6  | 1,3 | 0,9 | 0,3 | 10,3 |
| 1987-1988 | St. Louis Billikens | 28  | 27 | 33,6 | 53,7 | -    | 59,7 | 8,8  | 1,1 | 1,1 | 0,6 | 13,8 |
| 1988-1989 | St. Louis Billikens | 37  | 37 | 33,7 | 56,0 | -    | 58,2 | 10,4 | 2,5 | 1,6 | 0,8 | 15,5 |
| 1989-1990 | St. Louis Billikens | 33  | -  | 39,4 | 50,0 | 33,3 | 69,3 | 13,8 | 2,9 | 2,1 | 0,4 | 19,8 |
| Carriera  | Carriera            | 133 | 98 | 34,2 | 53,9 | 33,3 | 63,4 | 10,7 | 2,0 | 1,4 | 0,5 | 14,8 |

### NBA

#### Regular Season
| Anno      | Squadra          | PG  | PT  | MP   | TC%  | 3P%  | TL%  | RP  | AP  | PRP | SP  | PP  |
| --------- | ---------------- | --- | --- | ---- | ---- | ---- | ---- | --- | --- | --- | --- | --- |
| 1990-1991 | Sacramento Kings | 34  | 6   | 22,1 | 44,8 | -    | 57,9 | 4,7 | 1,4 | 1,1 | 0,1 | 7,4 |
| 1991-1992 | Sacramento Kings | 79  | 18  | 28,9 | 44,7 | 25,0 | 62,7 | 6,1 | 1,6 | 1,2 | 0,3 | 9,4 |
| 1992-1993 | Sacramento Kings | 70  | 35  | 25,2 | 46,1 | 0,0  | 59,3 | 6,5 | 1,4 | 1,2 | 0,2 | 8,6 |
| 1993-1994 | N.Y. Knicks      | 73  | 38  | 19,2 | 56,3 | -    | 47,6 | 4,7 | 1,2 | 1,0 | 0,2 | 5,1 |
| 1994-1995 | N.Y. Knicks      | 58  | 23  | 19,4 | 45,6 | 20,0 | 65,7 | 4,5 | 1,4 | 0,8 | 0,4 | 3,8 |
| 1995-1996 | Orlando Magic    | 4   | 0   | 10,8 | 33,3 | -    | 42,9 | 4,8 | 1,0 | 0,8 | 0,0 | 3,3 |
| Carriera  | Carriera         | 318 | 120 | 23,2 | 46,8 | 12,5 | 59,0 | 5,4 | 1,4 | 1,1 | 0,3 | 6,9 |

#### Playoffs
| Anno     | Squadra       | PG | PT | MP  | TC%  | 3P% | TL%  | RP  | AP  | PRP | SP  | PP  |
| -------- | ------------- | -- | -- | --- | ---- | --- | ---- | --- | --- | --- | --- | --- |
| 1994     | N.Y. Knicks   | 13 | 7  | 9,1 | 45,5 | -   | 53,8 | 2,2 | 0,2 | 0,4 | 0,0 | 2,1 |
| 1995     | N.Y. Knicks   | 6  | 0  | 6,3 | 54,5 | 0,0 | 50,0 | 1,3 | 0,3 | 0,2 | 0,2 | 2,5 |
| 1996     | Orlando Magic | 4  | 0  | 4,0 | 33,3 | -   | 50,0 | 0,5 | 0,3 | 0,0 | 0,0 | 0,8 |
| Carriera | Carriera      | 23 | 7  | 7,5 | 47,2 | 0,0 | 52,4 | 1,7 | 0,2 | 0,3 | 0,0 | 2,0 |

## Palmarès

### Giocatore
- Copa del Rey: 1

Saski Baskonia: 1999